# Chionaspis yanagicola
Chionaspis yanagicola är en insektsart som först beskrevs av Kuwana och Muramatsu 1932.  Chionaspis yanagicola ingår i släktet Chionaspis och familjen pansarsköldlöss. Inga underarter finns listade i Catalogue of Life.